# Nishimoto Kimiko
Nishimoto Kimiko (西本 喜美子 Tây Bản Hỷ Mỹ Tử, sinh năm 1928) là một nhiếp ảnh gia người Nhật gốc Brasil và người nổi tiếng trên mạng. Bà trước đây từng là thợ làm tóc, vận động viên đua xe đạp và nội trợ.

## Thân thế và giáo dục
Kimiko Nishimoto chào đời ở Brasil vào năm 1928. Cha mẹ bà dạy nông nghiệp cho người dân địa phương. Bà là con gái thứ hai trong gia đình có 7 anh chị em. Năm 8 tuổi, gia đình bà chuyển đến sống tại Kumamoto. Bà tốt nghiệp trường thẩm mỹ.

## Sự nghiệp
Nishimoto trở thành thợ làm tóc trong tiệm của người cha chuyên làm kiểu tóc cô dâu và kiểu tóc Nhật Bản. Sau 4 năm hành nghề cắt tóc, Nishimoto theo học trường đua xe đạp và trở thành một tay đua xe đạp chuyên nghiệp. Từ năm 22 đến 27 tuổi, bà ra thi đấu quốc gia với tư cách là một vận động viên đua xe đạp cùng với 2 người em trai của mình.
Năm 2001, Nishimoto bắt đầu sự nghiệp của một nhiếp ảnh gia nghiệp dư sau khi tham gia một khóa học nhiếp ảnh và xử lý ảnh do con trai lớn của bà dạy. Năm 2011, bà mở cuộc triển lãm cá nhân đầu tiên tại Bảo tàng Nghệ thuật Tỉnh Kumamoto. Năm 2018, bà có một buổi triển lãm mang tên"Asobokane?" (dịch "Chúng ta sẽ chơi chứ?") tại Shinjuku. Tính đến tháng 3 năm 2020, Nishimoto đã ra sức phát triển sự hiện diện trên mạng xã hội, với hơn 220.000 người theo dõi tài khoản Instagram của mình.

## Đời tư
Năm 27 tuổi, Nishimoto kết hôn với Hitoshi, một viên chức thuế và họ cùng nhau nuôi dạy 3 người con ở Kyushu. Bà gánh vác công việc nội trợ trong hơn 45 năm. Chồng của Nishimoto qua đời vào năm 2012 vì bệnh ung thư phổi.  Vào tháng 5 năm 2018, Nishimoto cư trú tại tỉnh Kumamoto. Đề cập đến tuổi thọ của mình, Nishimoto nói rằng bà là người hút thuốc lá hàng ngày và uống một ly rượu whisky Bourbon mỗi ngày.